# Parma (Michigan)
Parma è una piccola cittadina nella contea di Jackson, una contea dello Stato del Michigan, negli Stati Uniti. La popolazione al censimento del 2010 era di 769 abitanti.

## Storia
Parma originariamente era ubicata pochi chilometri ad est dell'attuale posizione lungo la ferrovia centrale del Michigan, alla fermata conosciuta come la stazione di "Gildey". La denominazione di Parma è attestata dal 1847.

## Geografia fisica
I dati dell'Ufficio censimento degli Stati Uniti riportano per Parma un'area totale di 1,06 miglia quadre (2,75 km²).

## Industria e Commercio
Storicamente e tradizionalmente gli abitanti di Parma formano una piccola comunità rurale che basa sull'agricoltura il suo sostentamento. Il territorio circostante è fortemente dedicato a questa forma d'economia, anche se negli ultimi 20 anni la tipica atmosfera di campagna è stata via via erosa dalle propaggini dell'area periferica della città di Jackson.